# Relaciones Chile-Guinea
Las relaciones Chile-Guinea son las relaciones internacionales entre la República de Chile y la República de Guinea.

## Historia

### SigloXX
Las relaciones diplomáticas entre Chile y Guinea fueron establecidas el 26 de agosto de 1963.

## Misiones diplomáticas
- La embajada de Chile en Marruecos concurre con representación diplomática a Guinea.[2]
- La embajada de Guinea en Brasil concurre con representación diplomática a Chile.[2]